# Robiac-Rochessadoule
Robiac-Rochessadoule är en kommun i departementet Gard i regionen Occitanien i södra Frankrike. Kommunen ligger i kantonen Bessèges som tillhör arrondissementet Alès. År 2022 hade Robiac-Rochessadoule 840 invånare.

## Befolkningsutveckling
Antalet invånare i kommunen Robiac-Rochessadoule
Referens:INSEE